# Học viện Hý kịch Thượng Hải
Học viện Hý kịch Thượng Hải (chữ Hán: 上海戏剧学院/上海戲劇學院, tiếng Anh: Shanghai Theatre Academy), gọi tắt là Thượng Hý (上戏/上戲) thành lập ngày 01 tháng 12 năm 1945, là trường đào tạo nghệ thuật nổi danh tại Trung Quốc. Cùng với Học viện Hý kịch Trung ương, một ở phía nam một phía bắc, là hai trường đào tạo hý kịch nghệ thuật hàng đầu Trung Quốc.

## Lịch sử hình thành
Ngày 01 tháng 12 năm 1945, thành lập Trường Hý kịch thực nghiệm Thượng Hải, hiệu trưởng Cố Trọng Di.
Tháng 10 năm 1949, Trường Hý kịch thực nghiệm Thượng Hải đổi tên thành Trường chuyên khoa Hý kịch Thượng Hải
Năm 1956, đổi tên thành Học viện Hý kịch Thượng Hải, trực thuộc Bộ văn hóa

## Lãnh đạo hiện tại
- Bí thư Đảng ủy: Lâu Nguy
- Hiệu trưởng: Hàn Sinh
- Phó hiệu trưởng: Cát Lãng, Lưu Chí Cương, Tôn Huệ Trụ, Hoàng Xương Dũng

## Giảng viên
Tính đến tháng 5 năm 2012, Học viện Hý kịch Thượng Hải có 41 Giáo sư và 45 Phó giáo sư

## Chuyên ngành đào tạo
Hệ chính quy:
- Hệ biểu diễn
- Hệ đạo diễn
- Thiết kế mỹ thuật
- Biên kịch phát thanh truyền hình
- Phát thanh và chủ trì nghệ thuật
- Biên đạo múa
- Quản lí văn hóa sự nghiệp

Hệ trung cấp chuyên nghiệp
- Múa bale
- Múa dân tộc
- Kinh kịch biểu diễn
- Kinh kịch âm nhạc
- Côn kịch âm nhạc
- Việt kịch (một loại ca kịch của Chiết Giang) biểu diễn
- Hỗ kịch (loại hình nghệ thuật địa phương Thượng Hải) biểu diễn
- Hỗ kịch âm nhạc

## Các thế hệ sinh viên tiêu biểu

### 1947 - 1989
| Khóa | Chuyên ngành biểu diễn                                     |
| ---- | ---------------------------------------------------------- |
| 1947 | Nghiêm Tường                                               |
| 1952 | Du Bản Xương                                               |
| 1954 | Trịnh Dục Chi                                              |
| 1955 | Tiêu Hoảng                                                 |
| 1956 | Chúc Hi Quyên                                              |
| 1959 | Ngụy Tông Vạn                                              |
| 1962 | Triệu Hữu Lượng, Đồng Tự Vinh                              |
| 1963 | Bành Ấm Thái                                               |
| 1965 | Vương Chí Hoa                                              |
| 1972 | Dương Thiệu Lâm                                            |
| 1973 | Hề Mỹ Quyên, Phan Hồng, Tào Thu Căn                        |
| 1974 | Quách Đạt                                                  |
| 1977 | Chu Dã Mang, Chúc Diên Bình, Trì Trọng Thụy, Vương Thi Hòe |
| 1978 | Vương Bá Chiêu, Lý Kiến Nghĩa                              |
| 1980 | Lưu Uy, Trương Thu Ca                                      |
| 1981 | Tống Giai, Dương Côn                                       |
| 1982 | Đức Lực Cách Nhĩ                                           |
| 1984 | Vưu Dũng                                                   |
| 1985 | Tát Nhật Na, Cao Thự Quang                                 |
| 1986 | Trần Hồng                                                  |
| 1987 | Quách Đông Văn                                             |
| 1989 | Nhâm Trình Vĩ, Vương Lâm, Châu Kiệt, Hoàng Lôi             |

### 1990 - 2000
| Khóa | Chuyên ngành biểu diễn                                                           | Khác                                                    |
| ---- | -------------------------------------------------------------------------------- | ------------------------------------------------------- |
| 1990 | Từ Tranh, Thẩm Hiểu Hải                                                          | Khoa biểu diễn người mẫu: Ninh Tịnh                     |
| 1991 | Từ Đông Sinh, Đặng Chí Hồng                                                      |                                                         |
| 1992 | Chiêm Tiểu Nam, Vu Hòa Vỹ                                                        |                                                         |
| 1993 | Nhậm Tuyền, Lý Băng Băng, Liêu Phàm, Vương Á Nam, Cao Bội Bội                    |                                                         |
| 1994 | Bảo Kiếm Phong, Dương Mân Na, Mã Y Lợi                                           |                                                         |
| 1995 | Lục Nghị, Bào Lôi, Tiết Giai Ngưng, La Hải Quỳnh, Điền Hải Dung, Vương Cảnh Xuân | Khoa nghệ thuật truyền hình: Thẩm Ngạo Quân, Dụ Ân Thái |
| 1996 | Hác Lôi, Nhiếp Viễn, Trần Tư Thành                                               |                                                         |
| 1997 | Đồng Đại Vi, Phùng Thiệu Phong, Dương Dung, Vu Chính, Nghiêm Khoan, Vương Bác    |                                                         |
| 1998 | Trương Đạc, Triệu Đạt                                                            |                                                         |
| 1999 | Đồng Lôi, Tiền Thạch Nghĩa                                                       | Hệ biểu diễn chuyên ngành: Tiểu Tống Giai               |
| 2000 | Trương Đan Phong, Quách Kinh Phi, Cao Hạo, Vạn Thiến, Cao Tử Kỳ, Lâm Giang Quốc  |                                                         |

### 2001 - 2010
| Khóa | Chuyên ngành biểu diễn                                                                                  | Khác                                                                 |
| ---- | --- | -------------------------------------------------------------------- |
| 2001 | Hồ Ca, Hàn Tuyết, Viên Hoằng, Từ Tử Văn                                                                 |                                                                      |
| 2002 | Tào Hiểu Văn, Cao Vân Tường, Đỗ Nhược Khê, Kỷ Ninh, Lý Niệm, Tôn Nghệ Châu                              |                                                                      |
| 2003 | Từ Hải Kiều, Vệ Minh                                                                                    | Khoa biểu diễn lớp bổ túc: Tiền Phong                                |
| 2004 | Giang Sơ Ảnh, Trịnh Khải, Trần Hách, Vương Hiểu Thần, Lý Kim Minh, Hải Lục, Vương Truyền Quân, Đỗ Giang | Khoa Côn kịch: Lý Thấm                                               |
| 2005 | Kim Thế Giai, Ngụy Lộ                                                                                   | Khoa trình diễn ballet chuyên nghiệp: La Vân Hi                      |
| 2006 | Lý Giai Hàng, Lý Hoành Nghị                                                                             | Khoa nhạc kịch: Lâu Nghệ Tiêu Khoa phát thanh & MC: Ngụy Thiên Tường |
| 2007 | Lâm Canh Tân, Bồ Ba Giáp                                                                                |                                                                      |
| 2008 | Dương Ý, Vương Ngạn Lâm                                                                                 | Khoa trình diễn ballet chuyên nghiệp: Từ Khai Sính                   |
| 2009 | Tưởng Kình Phu, Trương Triết Hạn                                                                        |                                                                      |
| 2010 | Mễ Nhiệt, Viên Băng Nghiên, Địch Lệ Nhiệt Ba                                                            |                                                                      |

### 2011 - nay
| Khóa | Chuyên ngành biểu diễn                                      | Khác                                               |
| ---- | ----------------------------------------------------------- | -------------------------------------------------- |
| 2011 | Quách Hiểu Đình, Đặng Luân, Vương Dương                     |                                                    |
| 2012 | Hàn Đông Quân, Trương Bân Bân, Ngưu Tử Phiên                | Chuyên ngành múa rối: Bành Dục Sướng               |
| 2013 | Ngô Ý Thao, Vu Tế Vỹ                                        |                                                    |
| 2014 | Vương Tư Nghiêu                                             | Khoa múa: Chu Chính Đình Khoa đạo diễn: Đinh Vũ Hề |
| 2015 | Hình Phi,Tả Dật, Trình Tinh Nguyên                          |                                                    |
| 2016 | Trương Nhã Khâm, Triệu Tịnh Y, Khâu Hân Di, Điền Hi Vi      |                                                    |
| 2017 | Hạ Chi Quang, Phạm Thi Nhiên, Long Thủy Đình, Tiêu Đức Tuấn |                                                    |
| 2018 | Cốc Tư Văn, Khương Tuấn Hãn, Sùng A Kỷ                      |                                                    |
| 2019 | Linh Siêu, Ngô Tuấn Đình                                    |                                                    |
| 2020 | Từ Tân Trì                                                  | Khoa nhạc kịch: Lâm Mặc                            |